# Mario Argenton
Mario Argenton (Este, 26 maggio 1907 – Roma, 13 giugno 1992) è stato un militare e partigiano italiano.

## Biografia
Nel 1926 è sottotenente di complemento d'artiglieria, quindi frequenta la regia accademia d'artiglieria e genio di Torino e nel 1930 ottiene il grado di tenente e viene assegnato al Reggimento Artiglieria a Cavallo di Milano.
Capitano nel 1936, allo scoppio della seconda guerra mondiale partecipò con il 3ª Celere alle operazioni sul fronte alpino occidentale, alla campagna iugoslava e dei Balcaniele nel luglio 1941 prese parte alla campagna sul fronte orientale con l'artiglieria a cavallo del Corpo di spedizione italiano in Russia, dove per i suoi atti di valore fu decorato ed avanzato al grado di maggiore. Rimpatriato nell'aprile 1942 frequenta la scuola di guerra di Torino ed ottiene l'abilitazione di servizio allo stato maggiore.
Assegnato al Comando di Corpo d'Armata Motocorazzata a Roma, dopo l'8 settembre 1943 prende parte con la divisione Centauro alla difesa di Roma contro i tedeschi agli ordini del colonnello Giuseppe Cordero Lanza di Montezemolo. Successivamente, fuggito clandestinamente nell'Italia settentrionale, promuove la costituzione delle prime formazioni partigiane autonome. Nel giugno 1944, al momento della formazione del Corpo Volontari della Libertà, viene nominato componente del Comando Generale, in rappresentanza del Partito Liberale Italiano e delle Formazioni autonome militari.
Nell'autunno del 1944 viene arrestato in Veneto dalla Banda Carità; riesce tuttavia a fuggire e a ricongiungersi con il comando del CLN a Milano, dove prosegue le attività. Nel febbraio 1945 diviene capo di stato maggiore del CVL.
Immediatamente dopo la guerra fa parte per il PLI della Consulta Nazionale (1945-1946).
È membro del comitato nazionale dell'ANPI fino al 1948 quando, in seguito alla scissione di cattolici e autonomi, aderisce alla Federazione Italiana Volontari della Libertà di cui diventa presidente dal 1963 al 1966. Dal 1945  componente la Commissione di 2º grado per il riconoscimento delle qualifiche e l'esame delle proposte onorificenze al Valor Militare per i partigiani di cui diverrà presidente nel 1964, dopo le dimissioni di Luigi Longo.
Fu presidente dell'Unire dal 1950 al 1961, presidente dell'Ente Nazionale Corse Ostacoli e infine della Società Steeple Chases d'ltalia.